# Aéroport international de Ventspils
L'aéroport international de Ventspils (code IATA : VNT • code OACI : EVVA), est un aéroport situé à Ventspils, en Lettonie.

## Situation
| Liepāja Riga Ventspils |